# Bäckhalladalen
Bäckhalladalen är ett naturreservat i Simrishamns kommun i Skåne län. Området ligger strax norr om Simrishamns tätort. Det är naturskyddat sedan 1992 och är 140 hektar stort. 
Området ingår i Natura 2000.
Reservatet består av betad fälad i sydost och nordväst. Övriga delar är stenmarkshällar med magert jordtäcke, där sandstensgrunden ofta går i dagen.

## Flora och fauna
Området innehåller större delen av Skånes population av hasselmus. Det finns en stor population av lövgroda. I reservatet förekommer ovanliga fåglar som mindre hackspett, trädlärka, fältpiplärka, dubbeltrast och rosenfink. Hämpling, stenskvätta och gulsparv är karaktärsarter. Höksångare förekommer regelbundet.
På öppna marker växer hedvegetation med arter som backsippa, slåttergubbe, solvända och brudbröd. I den norra delen finns fuktängar med bland annat majviva, tätört, näbbstarr, småvänderot, gräsull och flera orkidéarter.

## Geologi
Berggrunden i Bäckhalladalen består av underkambrisk sandsten som bildats för drygt 500 miljoner år sedan. På flera ställen kan man i sandstenen se böljeslagsmärken som bildats av vågrörelser på grunt vatten. På stenhällarna syns talrika spår av isräfflor som bildats under istiden.

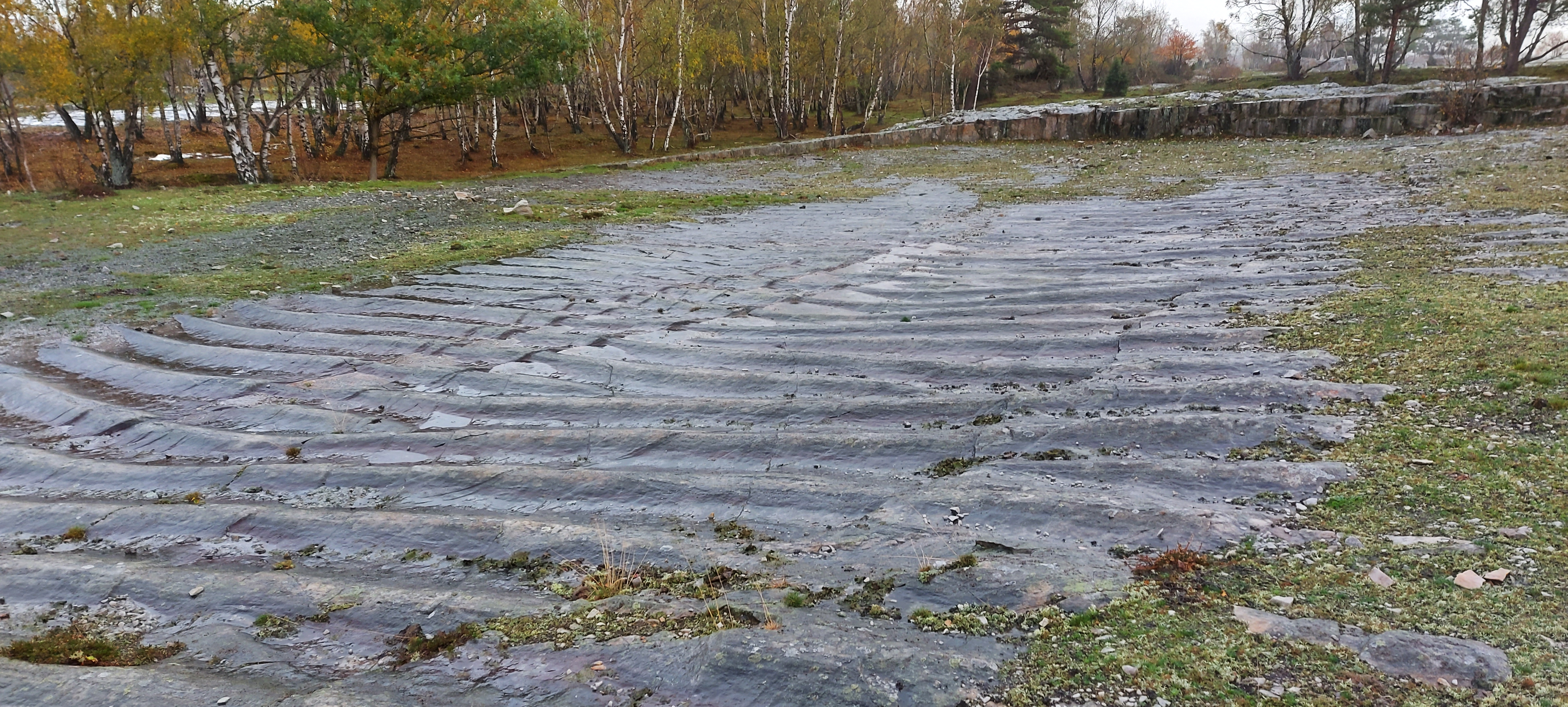
Böljeslag i Bäckhalladalen